# Kostliwka

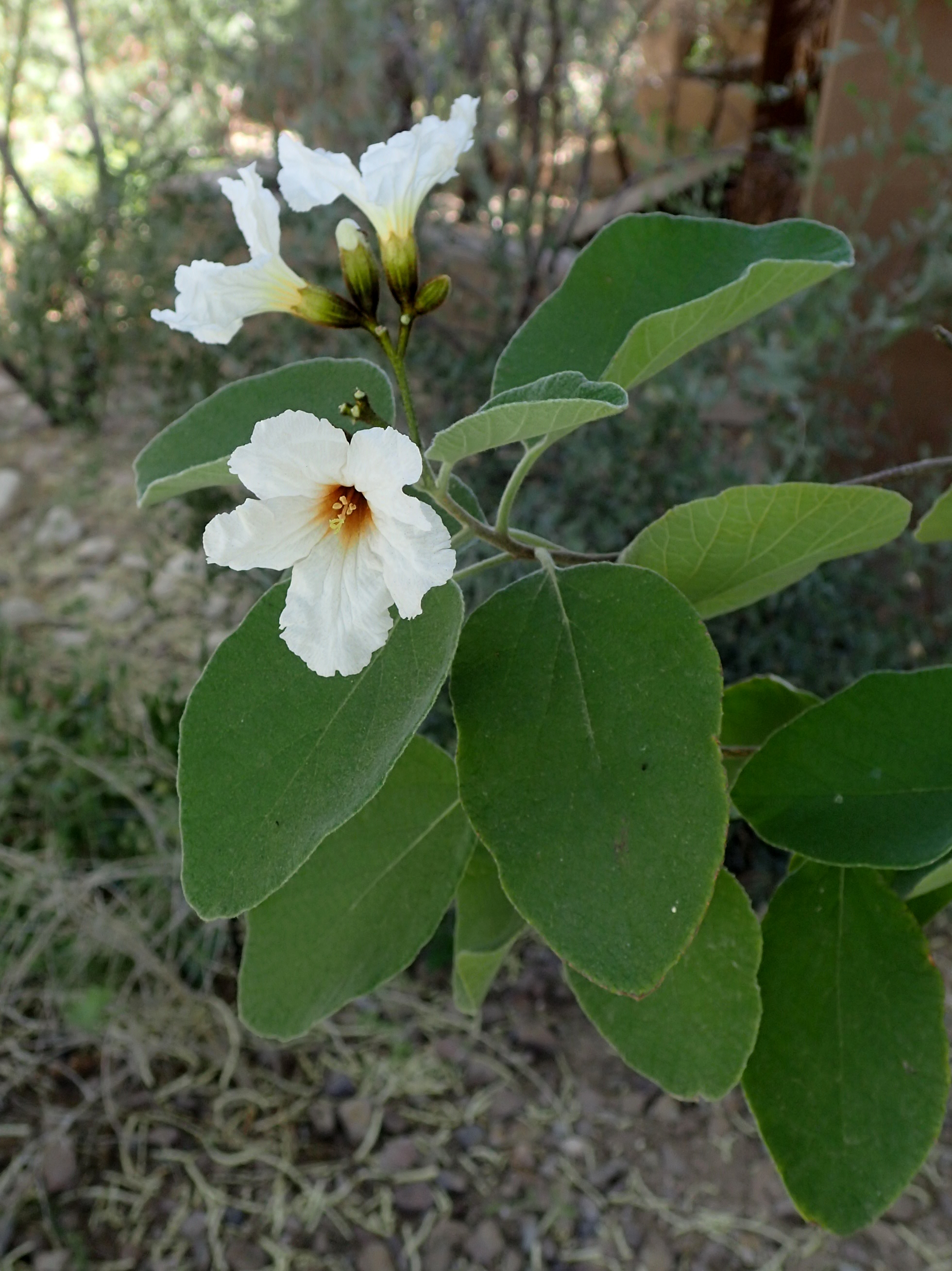
Cordia boissieri

Kostliwka (Cordia) – rodzaj roślin z rodziny Cordiaceae, wyróżnianej też w randze podrodziny Cordioideae w szeroko ujmowanej rodzinie ogórecznikowatych Boraginaceae. Obejmuje w zależności od ujęcia ok. 250 do ponad 400 gatunków. Rośliny te występują w całej strefie międzyzwrotnikowej, przy czym największe zróżnicowanie osiągają w Ameryce Południowej i Północnej, podczas gdy w Afryce i południowej oraz południowo-wschodniej Azji rosną nieliczne gatunki. 
Gatunki o słodkich i mięsistych owocach są uprawiane jako drzewa owocowe. Jadalnych owoców na Bliskim Wschodzie dostarcza np. Cordia myxa, stosowana tu także jako roślina lecznicza. Liczne gatunki sadzone są dla drewna, cenione ze względu na jego jakość i szybki wzrost. Szorstkie liście niektórych gatunków (np. C. dodecandra) używane są jako papier ścierny. Wiele gatunków to także cenione rośliny ozdobne (np. kostliwka szkarłatna C. sebestena). Z wydrążonych pni Cordia millenii sporządza się w Afryce tzw. „mówiące bębny”, które odgrywały na tym kontynencie ogromną rolę w komunikacji (nawet już w czasach wynalezienia telegrafu).

## Morfologia

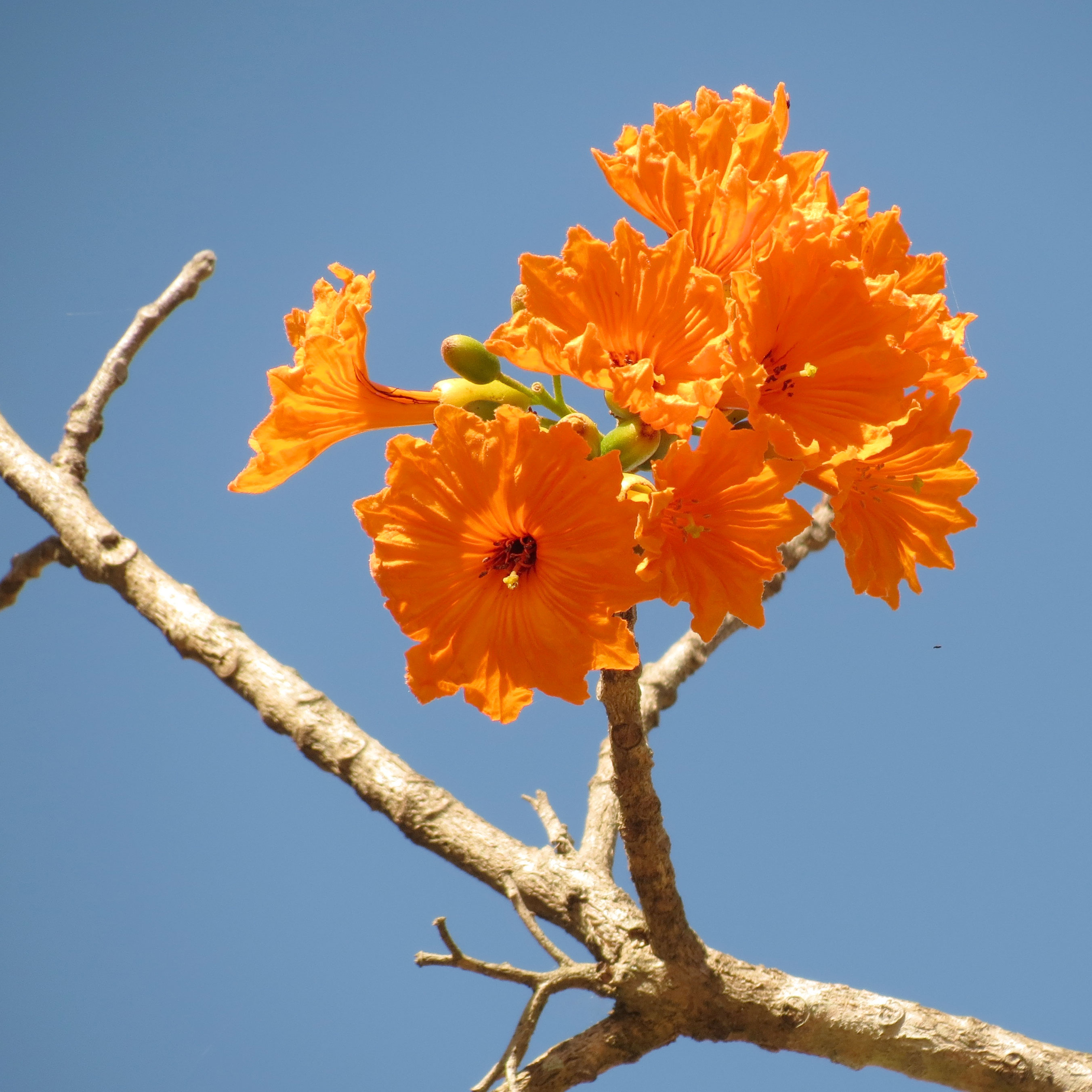
Cordia dodecandra

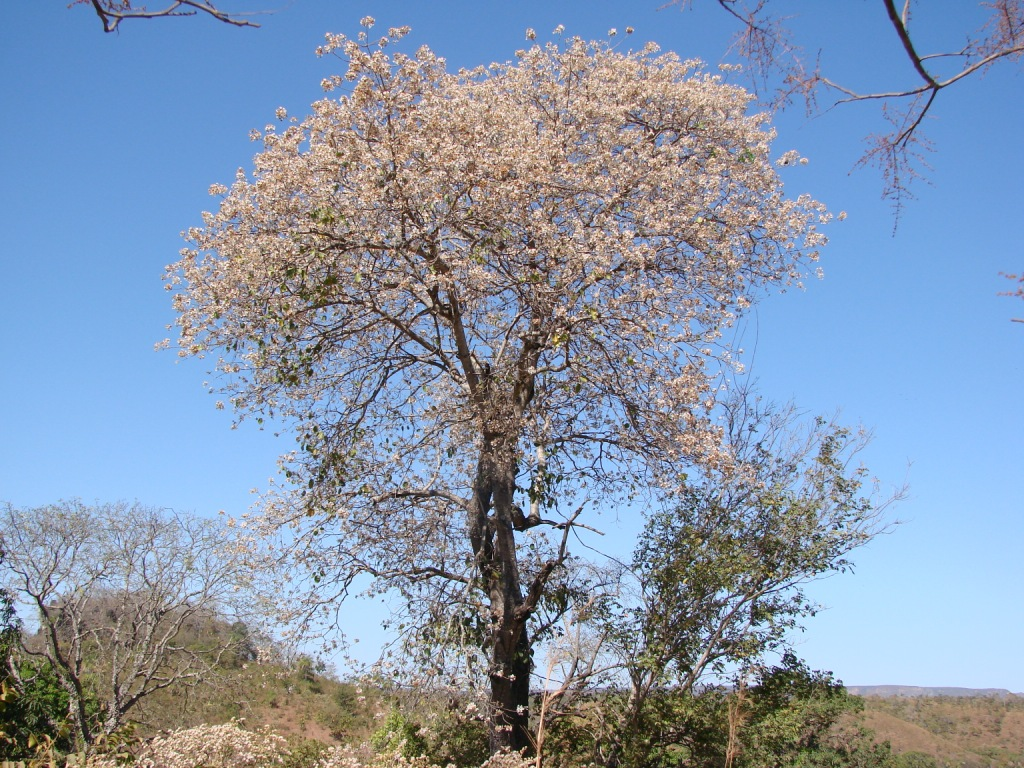
Cordia glabrata

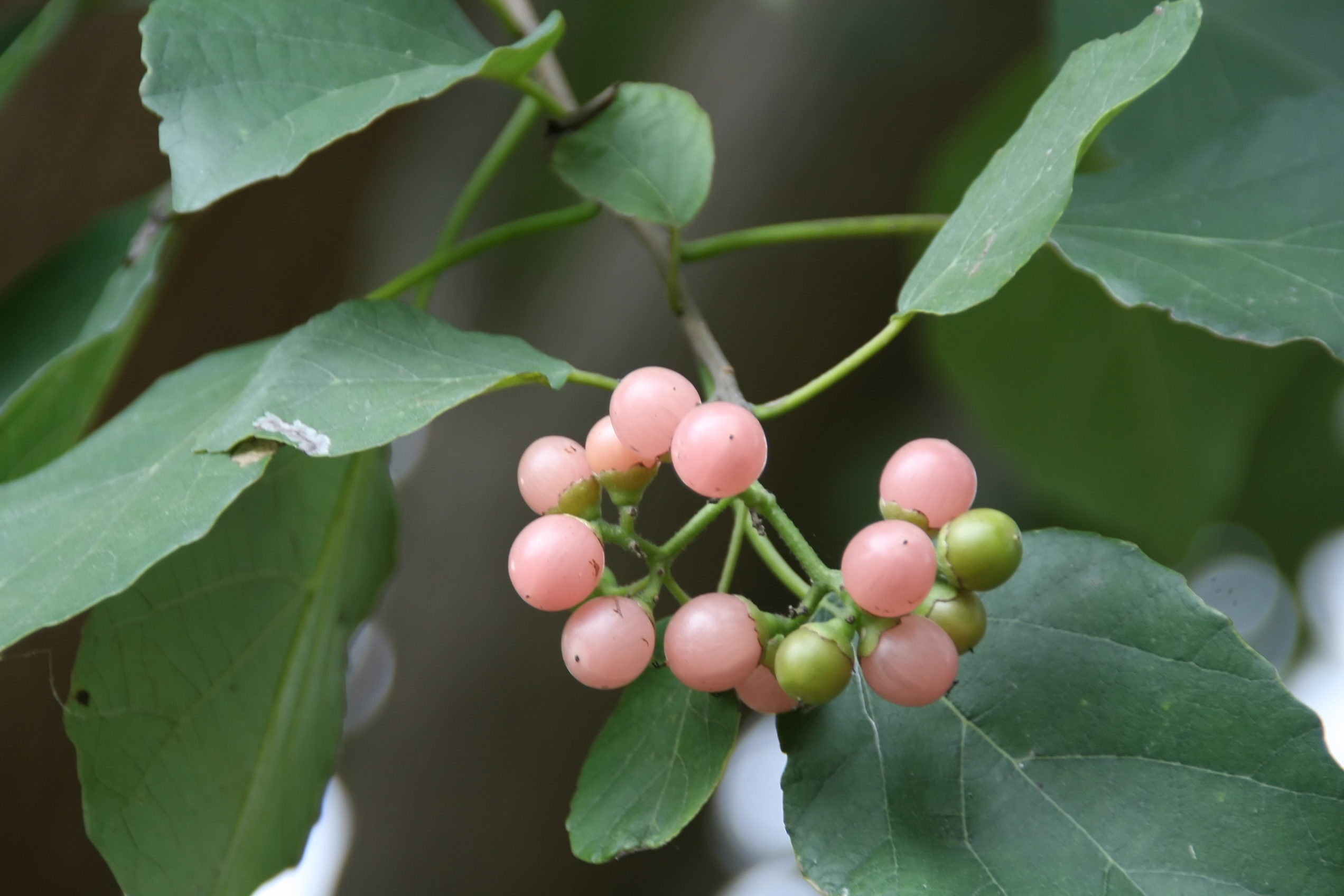
Cordia goeldiana

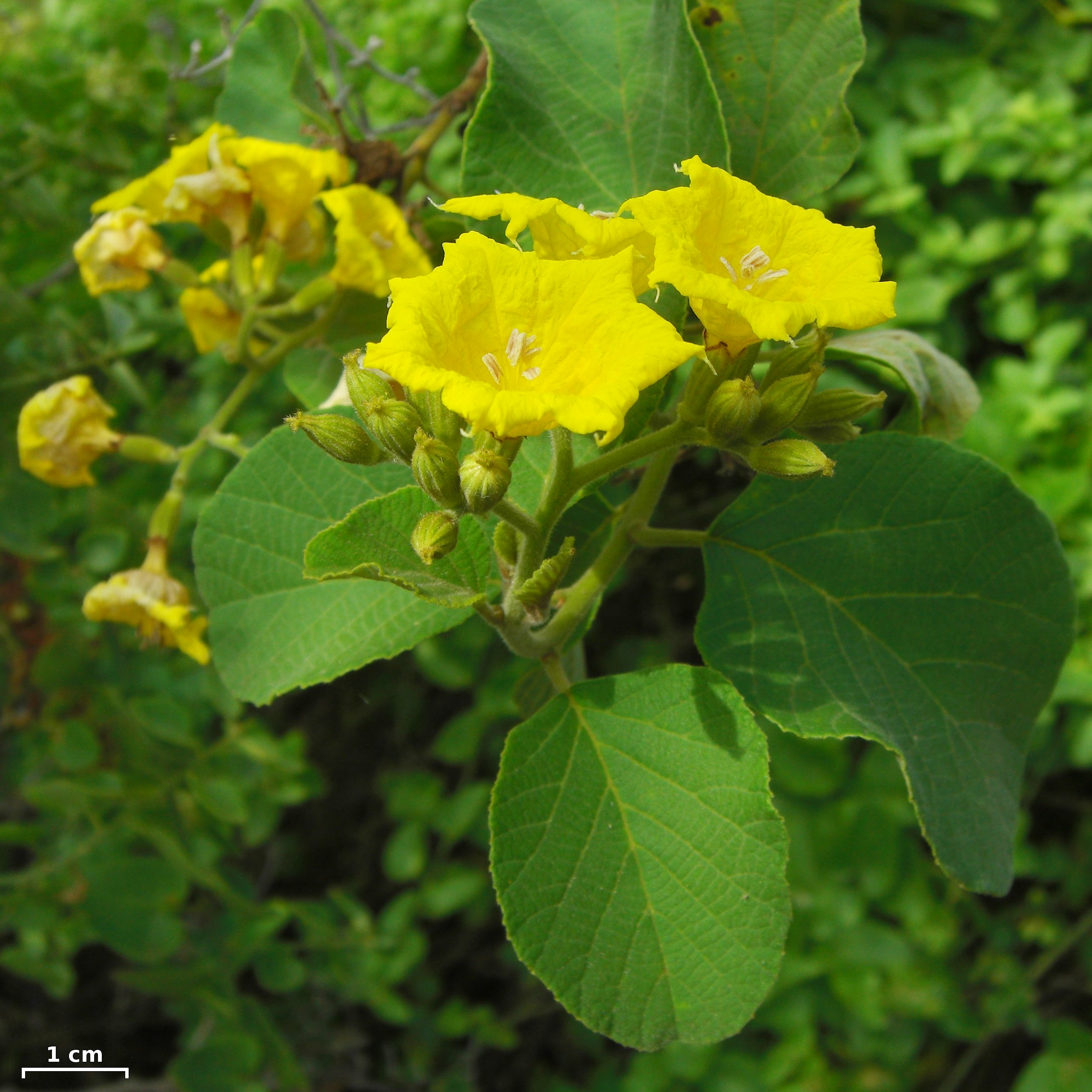
Cordia lutea

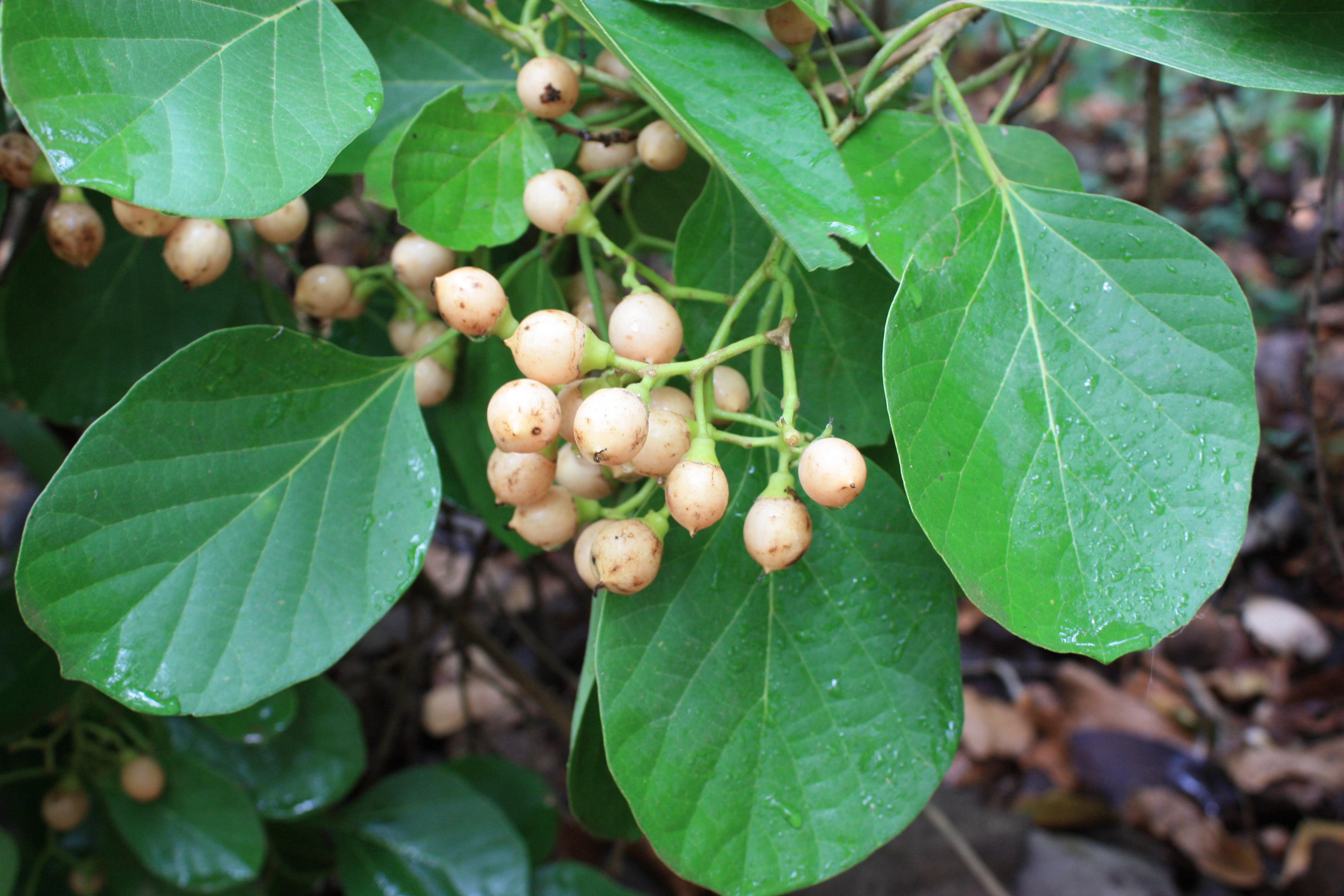
Cordia myxa

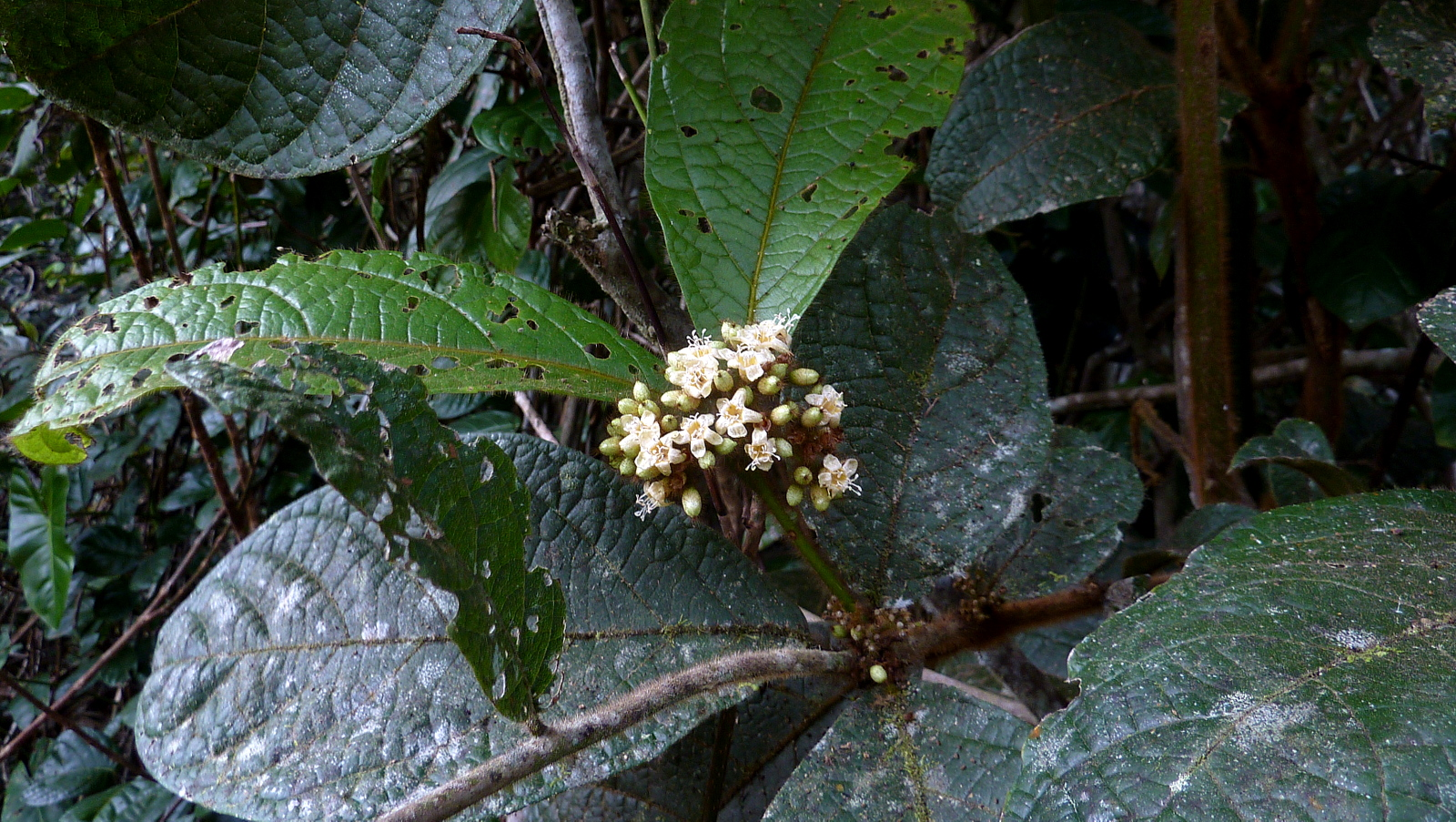
Cordia nodosa

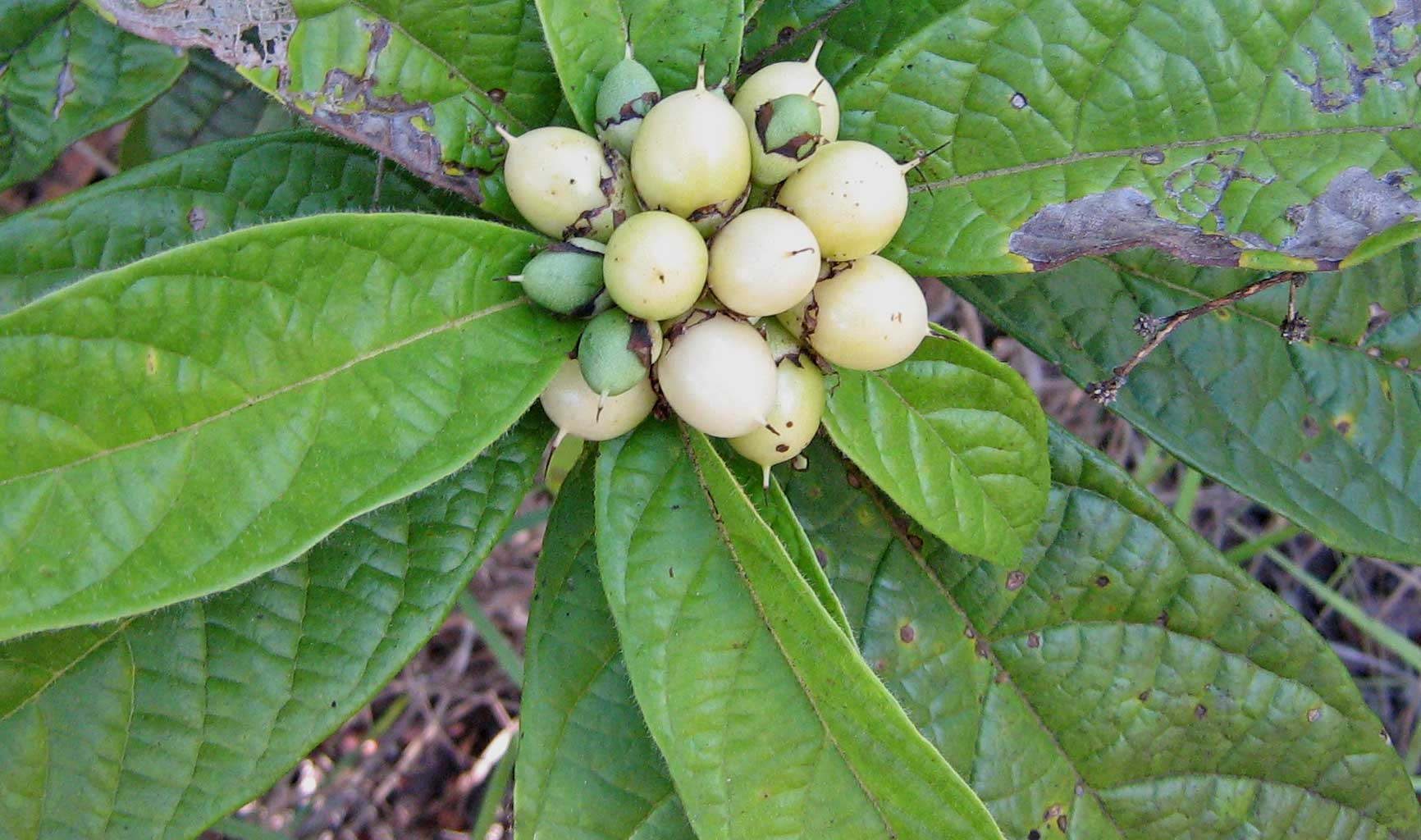
Cordia pilosa

PokrójDrzewa i krzewy.
LiścieSkrętoległe, rzadziej naprzeciwległe, zwykle długoogonkowe, blaszka całobrzega lub piłkowana, rzadko klapowana.
KwiatyZebrane w kwiatostany wierzchotkowe. Kwiaty obupłciowe, czasem funkcjonalnie jednopłciowe. Kielich rurkowaty lub dzwonkowaty, powiększa się podczas owocowania. Płatki białe, żółte, pomarańczowo czerwone, zrośnięte w koronę dzwonkowatą lub lejkowatą, najczęściej z 5 łatkami na szczycie, rzadziej inna liczba od 4 do 8. Pręciki często z nitkami owłosionymi u nasady. Zalążnia czterokomorowa, naga, w każdej komorze z pojedynczym zalążkiem. Szyjka słupka dwukrotnie rozwidlona i na każdym końcu z najczęściej główkowatym znamieniem.
OwocePestkowce jajowate, elipsoidalne do kulistych. Miąższ bardzo soczysty lub gęsty i lepki. Endokarp bardzo twardy. Nasiona w liczbie od jednego do czterech.

## Systematyka

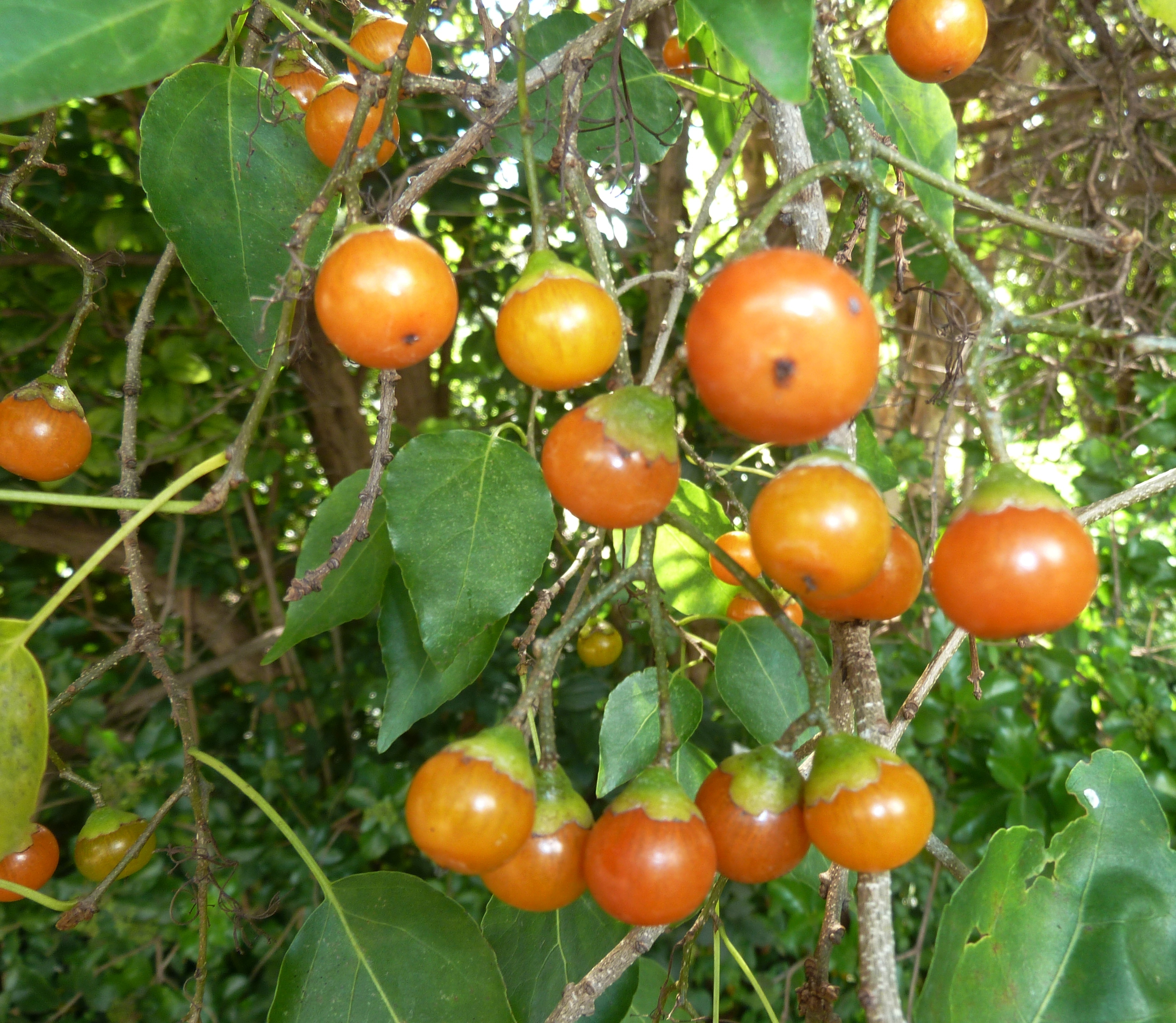
Owoce Cordia caffra

Rodzaj zaliczany jest do rodziny Cordiaceae w rzędzie ogórecznikowców albo do szeroko ujmowanej rodziny ogórecznikowatych Boraginaceae (np. w systemie APG IV (2016), łączącym wszystkie taksony w obrębie rzędu ogórecznikowców w tę jedną rodzinę).
Wykaz gatunków
- Cordia aberrans I.M.Johnst.
- Cordia acunae (Moldenke) Alain
- Cordia acuta Pittier
- Cordia acutifolia Fresen.
- Cordia affinis Fresen.
- Cordia africana Lam.
- Cordia alba (Jacq.) Roem. & Schult.
- Cordia allartii Killip
- Cordia alliodora (Ruiz & Pav.) Oken
- Cordia ambigua Schltdl. & Cham.
- Cordia americana (L.) Gottschling & J.S.Mill.
- Cordia anabaptista Cham.
- Cordia andersonii Gürke
- Cordia andreana Estrada
- Cordia anisodonta Urb.
- Cordia anisophylla J.S.Mill.
- Cordia appendiculata Greenm.
- Cordia araripensis Rizzini
- Cordia areolata Urb.
- Cordia aristeguietae G.Agostini
- Cordia aspera G.Forst.
- Cordia aurantiaca Baker
- Cordia axillaris I.M.Johnst.
- Cordia badeava Urb. & Ekman
- Cordia bahamensis (Millsp.) Urb.
- Cordia balanocarpa Brenan
- Cordia bantamensis Blume
- Cordia baracoensis Urb.
- Cordia barahonensis Urb.
- Cordia barbata Estrada
- Cordia bellonis Urb.
- Cordia bequaertii De Wild.
- Cordia bicolor A.DC.
- Cordia bifurcata Roem. & Schult.
- Cordia blancoi S.Vidal
- Cordia bogotensis Benth.
- Cordia boissieri A.DC.
- Cordia bombardensis Urb. & Ekman
- Cordia bonplandii Roem. & Schult.
- Cordia bordasii Schinini
- Cordia borinquensis Urb.
- Cordia braceliniae I.M.Johnst.
- Cordia brachytricha Fresen.
- Cordia brasiliensis (I.M.Johnst.) Gottschling & J.S.Mill.
- Cordia bridgesii (Friesen) I.M.Johnst.
- Cordia brittonii (Millsp.) J.F.Macbr.
- Cordia brownei (Friesen) I.M.Johnst.
- Cordia brunnea Kurz
- Cordia buddleoides Rusby
- Cordia bullata (L.) Roem. & Schult.
- Cordia bullulata Killip ex Estrada & García-Barr.
- Cordia buxifolia Juss. ex Poir.
- Cordia cabanayensis Gaviria
- Cordia caffra Sond.
- Cordia calcicola Urb.
- Cordia calocephala Cham.
- Cordia calocoma Miq.
- Cordia campestris Warm.
- Cordia candidula (Miers) I.M.Johnst.
- Cordia caput-medusae Taub.
- Cordia cardenasiana J.S.Mill.
- Cordia chabrensis Urb. & Ekman
- Cordia chaetodonta Melch.
- Cordia chamissoniana G.Don
- Cordia cicatricosa L.O.Williams
- Cordia cinerascens A.DC.
- Cordia clarendonensis (Britton) Stearn
- Cordia clarkei Brace ex Prain
- Cordia claviceps Urb. & Ekman
- Cordia cochinchinensis Gagnep.
- Cordia colimensis I.M.Johnst.
- Cordia collococca L.
- Cordia colombiana Killip
- Cordia coloradiphila Gilli
- Cordia copulata Poir.
- Cordia corallicola Urb.
- Cordia corchorifolia A.DC.
- Cordia cordiformis I.M.Johnst.
- Cordia coriacea Killip
- Cordia correae J.S.Mill.
- Cordia crassifolia Killip
- Cordia cremersii Feuillet
- Cordia crenata Delile
- Cordia crenatifolia Rizzini
- Cordia crispiflora A.DC.
- Cordia croatii J.S.Mill.
- Cordia curassavica (Jacq.) Roem. & Schult.
- Cordia curbeloi Alain
- Cordia cylindrostachya (Ruiz & Pav.) Roem. & Schult.
- Cordia cymosa (Donn.Sm.) Standl.
- Cordia dardanoi Taroda
- Cordia decandra Hook. & Arn.
- Cordia decipiens I.M.Johnst.
- Cordia dependens Urb. & Ekman
- Cordia dewevrei De Wild. & T.Durand
- Cordia dichotoma G.Forst.
- Cordia diffusa K.C.Jacob
- Cordia dillenii Spreng.
- Cordia discolor Cham.
- Cordia diversifolia Pav. ex A.DC.
- Cordia dodecandra A.DC.
- Cordia dodecandria Sessé & Moc.
- Cordia domestica Roth
- Cordia domingensis Lam.
- Cordia duartei Borhidi & O.Muñiz
- Cordia dubiosa Blume
- Cordia dumosa Alain
- Cordia dusenii Gürke
- Cordia dwyeri Nowicke
- Cordia ecalyculata Vell.
- Cordia eggersii K.Krause
- Cordia elaeagnoides A.DC.
- Cordia ellenbeckii Gürke ex Vaupel
- Cordia elliptica Sw.
- Cordia ensifolia Urb.
- Cordia eriostigma Pittier
- Cordia erythrococca Griseb.
- Cordia exaltata Lam.
- Cordia exarata Urb.
- Cordia expansa Lingelsh.
- Cordia fallax I.M.Johnst.
- Cordia fanchoniae Feuillet
- Cordia fasciata Leonard & Alain
- Cordia fasciculata Urb. & Ekman
- Cordia faulknerae Verdc.
- Cordia fischeri Gürke
- Cordia fissistyla Vollesen
- Cordia fitchii Urb.
- Cordia flava (Andersson) Gürke
- Cordia foliosa M.Martens & Galeotti
- Cordia fragrantissima Kurz
- Cordia fuertesii Estrada
- Cordia fulva I.M.Johnst.
- Cordia furcans I.M.Johnst.
- Cordia galapagensis Gürke
- Cordia galeottiana A.Rich.
- Cordia gardneri I.M.Johnst.
- Cordia gentryi J.S.Mill.
- Cordia gerascanthus L.
- Cordia gibberosa Urb. & Ekman
- Cordia gilletii De Wild.
- Cordia glabrata (Mart.) A.DC.
- Cordia glandulosa Fresen.
- Cordia glazioviana (Taub.) Gottschling & J.S.Mill.
- Cordia globifera W.W.Sm.
- Cordia globulifera I.M.Johnst.
- Cordia goeldiana Huber
- Cordia goetzei Gürke
- Cordia gracilipes I.M.Johnst.
- Cordia grandicalyx Oberm.
- Cordia grandiflora (Desv.) Kunth
- Cordia grandis Roxb.
- Cordia greggii Torr.
- Cordia grisebachii Urb.
- Cordia guacharaca Gaviria
- Cordia guanacastensis Standl.
- Cordia guaranitica Chodat & Hassl.
- Cordia guerkeana Loes.
- Cordia guineensis Thonn.
- Cordia haitiensis Urb.
- Cordia harara Beck
- Cordia harleyi Taroda
- Cordia harrisii Urb.
- Cordia hartwissiana Regel
- Cordia hatschbachii J.S.Mill.
- Cordia heccaidecandra Loes.
- Cordia heterophylla Roem. & Schult.
- Cordia holguinensis Borhidi & O.Muñiz
- Cordia hookeriana Gürke
- Cordia iberica Urb.
- Cordia ignea Urb. & Ekman
- Cordia iguaguana Melch. ex I.M.Johnst.
- Cordia igualensis Bartlett
- Cordia inermis (Mill.) I.M.Johnst.
- Cordia insignis Cham.
- Cordia integrifolia (Desv.) Roem. & Schult.
- Cordia intermedia Fresen.
- Cordia intonsa I.M.Johnst.
- Cordia intricata C.Wright
- Cordia jamaicensis I.M.Johnst.
- Cordia jeremiensis Urb. & Ekman
- Cordia kingstoniana J.S.Mill.
- Cordia koemariae J.S.Mill.
- Cordia krauseana Killip
- Cordia laevifrons I.M.Johnst.
- Cordia laevigata Lam.
- Cordia laevior I.M.Johnst.
- Cordia lamprophylla Urb.
- Cordia lanceolata (Desv.) Kunth
- Cordia lantanoides Spreng.
- Cordia lasiocalyx Pittier
- Cordia lasseri G.Agostini ex Gaviria
- Cordia latiloba I.M.Johnst.
- Cordia lauta I.M.Johnst.
- Cordia lenis Alain
- Cordia leonis (Britton & P.Wilson) Ekman
- Cordia leptoclada Urb. & Britton
- Cordia leslieae J.S.Mill.
- Cordia leucocalyx Fresen.
- Cordia leucocephala Moric.
- Cordia leucocoma Miq.
- Cordia leucomalla Taub.
- Cordia leucomalloides Taroda
- Cordia leucophlyctis Hook.f.
- Cordia leucosebestera Griseb.
- Cordia liesneri J.S.Mill.
- Cordia lima (Desv.) Roem. & Schult.
- Cordia limicola Brandegee
- Cordia linearicalycina Killip ex Estrada
- Cordia lippioides I.M.Johnst.
- Cordia llanense Killip ex Estrada
- Cordia lomatoloba I.M.Johnst.
- Cordia longiflora Colla
- Cordia longifolia A.DC.
- Cordia longipedunculata (Britton & P.Wilson) Urb.
- Cordia longipetiolata Warfa
- Cordia longituba Chodat & Vischer
- Cordia lowryana J.S.Mill.
- Cordia lucayana (Millsp.) J.F.Macbr.
- Cordia lucidula I.M.Johnst.
- Cordia lutea Lam.
- Cordia macleodii Hook.f. & Thomson
- Cordia macrantha Chodat
- Cordia macrocephala (Desv.) Kunth
- Cordia macrodonta Killip
- Cordia macrophylla L.
- Cordia macuirensis Dugand & I.M.Johnst.
- Cordia macvaughii J.S.Mill.
- Cordia magnoliifolia Cham.
- Cordia mairei Humbert
- Cordia mandimbana E.S.Martins
- Cordia marioniae Feuillet
- Cordia martinicensis (Jacq.) Roem. & Schult.
- Cordia mayoi Taroda
- Cordia megalantha S.F.Blake
- Cordia membranacea A.DC.
- Cordia meridensis Gaviria
- Cordia mexiana I.M.Johnst.
- Cordia mhaya Kerr
- Cordia micayensis Killip
- Cordia micronesica Kaneh. & Hatus.
- Cordia microsebestena Loes.
- Cordia millenii Baker
- Cordia mirabiliflora A.DC.
- Cordia mirabiloides (Jacq.) Roem. & Schult.
- Cordia moaensis (Moldenke) Alain
- Cordia mollissima Killip
- Cordia moluccana Roxb.
- Cordia molundensis Mildbr.
- Cordia monoica Roxb.
- Cordia morelosana Standl.
- Cordia mukuensis Taton
- Cordia multicapitata Britton ex Rusby
- Cordia multispicata Cham.
- Cordia munda I.M.Johnst.
- Cordia myxa L.
- Cordia naidophila I.M.Johnst.
- Cordia nashii Urb. & Britton
- Cordia nelsonii I.M.Johnst.
- Cordia neowediana A.DC.
- Cordia nervosa Lam.
- Cordia nesophila I.M.Johnst.
- Cordia nettoana Taub.
- Cordia nevillii Alston
- Cordia nipensis Urb. & Ekman
- Cordia nivea Fresen.
- Cordia nodosa Lam.
- Cordia oaxacana A.DC.
- Cordia oblongifolia Thwaites
- Cordia obovata Balf.f.
- Cordia obtusa Balf.f.
- Cordia ochnacea A.DC.
- Cordia octandra A.DC.
- Cordia oligodonta Urb.
- Cordia olitoria Blanco
- Cordia oliverii (Britton) Gottschling & J.S.Mill.
- Cordia oncocalyx Allemão
- Cordia ovalis R. Br.
- Cordia panamensis L.Riley
- Cordia panicularis Rudge
- Cordia parvifolia A.DC.
- Cordia paucidentata Fresen.
- Cordia pedunculosa Griseb.
- Cordia perbella Mildbr.
- Cordia perrottetii Wight
- Cordia perroyana Urb. & Ekman
- Cordia peruviana Roem. & Schult.
- Cordia peteri Verdc.
- Cordia picardae Urb.
- Cordia pilosa M.Stapf & Taroda
- Cordia pilosissima Baker
- Cordia platyphylla Steud.
- Cordia platystachya Killip ex Estrada
- Cordia platythyrsa Baker
- Cordia podocephala Torr.
- Cordia poliophylla Fresen.
- Cordia polycephala (Lam.) I.M.Johnst.
- Cordia polystachya Kunth
- Cordia porcata Nowicke
- Cordia propinqua Merr.
- Cordia protracta I.M.Johnst.
- Cordia prunifolia I.M.Johnst.
- Cordia pulchra Millsp.
- Cordia pulverulenta (Urb.) Alain
- Cordia ramirezii Estrada
- Cordia resinosa Estrada
- Cordia revoluta Hook.f.
- Cordia rhombifolia Estrada
- Cordia rickseckeri Millsp.
- Cordia ripicola I.M.Johnst.
- Cordia rogersii Hutch.
- Cordia roraimae I.M.Johnst.
- Cordia rosei Killip
- Cordia rotata Moc. ex A.DC.
- Cordia rubescens Estrada
- Cordia rufescens A.DC.
- Cordia rupicola Urb.
- Cordia rusbyi Britton ex Rusby
- Cordia saccellia Gottschling & J.S.Mill.
- Cordia sagotii I.M.Johnst.
- Cordia salvadorensis Standl.
- Cordia salviifolia Juss. ex Poir.
- Cordia sangrinaria Gaviria
- Cordia sauvallei Urb.
- Cordia scaberrima Kunth
- Cordia scabra Desf.
- Cordia scabrifolia A.DC.
- Cordia schatziana J.S.Mill.
- Cordia schomburgkii A.DC.
- Cordia schottiana Fresen.
- Cordia scouleri Hook.f.
- Cordia sebestena L. – kostliwka szkarłatna
- Cordia seleriana Fernald
- Cordia selleana Urb.
- Cordia sellowiana Cham.
- Cordia senegalensis Juss. ex Poir.
- Cordia sericicalyx A.DC.
- Cordia serratifolia Kunth
- Cordia sessilifolia Cham.
- Cordia setigera I.M.Johnst.
- Cordia setulosa Alain
- Cordia shaferi (Britton) Alain
- Cordia silvestris Fresen.
- Cordia sinensis Lam.
- Cordia sipapoi Gaviria
- Cordia skutchii I.M.Johnst.
- Cordia somaliensis Baker
- Cordia sonorae N.E.Rose
- Cordia spinescens L.
- Cordia splendida Diels
- Cordia sprucei Mez
- Cordia stellata Greenm.
- Cordia stellifera I.M.Johnst.
- Cordia stenoclada I.M.Johnst.
- Cordia stenoloba Gürke
- Cordia stenophylla Alain
- Cordia stenostachya Killip ex Gaviria
- Cordia steyermarkii Gaviria
- Cordia striata Fresen.
- Cordia strigosa Spreng.
- Cordia stuhlmannii Gürke
- Cordia subcordata Lam.
- Cordia subdentata Miq.
- Cordia subtruncata Rusby
- Cordia suckertii Chiov.
- Cordia suffruticosa Borhidi
- Cordia sulcata A.DC.
- Cordia superba Cham.
- Cordia tacarcunensis J.S.Mill.
- Cordia taguahyensis Vell.
- Cordia tetrandra Aubl.
- Cordia thaisiana G.Agostini
- Cordia tinifolia Willd. ex Roem. & Schult.
- Cordia toaensis Borhidi & O.Muñiz
- Cordia tomentosa (Lam.) Schult.
- Cordia toqueve Aubl.
- Cordia torrei E.S.Martins
- Cordia tortuensis Urb. & Ekman
- Cordia trachyphylla Mart.
- Cordia triangularis Urb.
- Cordia trichoclada A.DC.
- Cordia trichocladophylla Verdc.
- Cordia trichostemon A.DC.
- Cordia trichotoma (Vell.) Arráb. ex Steud.
- Cordia troyana Urb.
- Cordia truncata Fresen.
- Cordia truncatifolia Bartlett
- Cordia ucayaliensis (I.M.Johnst.) I.M.Johnst.
- Cordia ulei I.M.Johnst.
- Cordia umbellifera Killip ex G.Agostini
- Cordia uncinulata De Wild.
- Cordia utermarkiana Borhidi
- Cordia valenzuelana A.Rich.
- Cordia vanhermannii Alain
- Cordia vargasii I.M.Johnst.
- Cordia varronifolia I.M.Johnst.
- Cordia venosa Hemsl.
- Cordia vestita (A.DC.) Hook.f. & Thomson
- Cordia vignei Hutch. & Dalziel
- Cordia wagnerorum R.A.Howard
- Cordia watsonii N.E.Rose
- Cordia weddellii I.M.Johnst.
- Cordia williamsii G.Agostini ex Gaviria
- Cordia wurdackiana Feuillet
- Cordia yombomba Vaupel